# Chrysopilus guianicus
Chrysopilus guianicus är en tvåvingeart som beskrevs av Charles Howard Curran 1931. Chrysopilus guianicus ingår i släktet Chrysopilus och familjen snäppflugor.
Artens utbredningsområde är Guyana. Inga underarter finns listade i Catalogue of Life.